# Gunnar Ekelöf
Gunnar Ekelöf   (Estocolm, 15 de setembre de 1907 - Sigtuna, 16 de març de 1968), nom complet Bengt Gunnar Ekelöf, fou un poeta i escriptor suec. Va ser membre de l'Acadèmia Sueca des de 1958 i va ser guardonat amb un doctorat honoris causa en filosofia per la Universitat d'Uppsala el 1958. Va guanyar diversos premis per la seva poesia.

## Vida i obres
Gunnar Ekelöf ha estat anomenat el primer poeta surrealista de Suècia. Va debutar amb la col·lecció "sent på jorden" ("tard a la terra") el 1932, escrita durant una llarga estada a París entre 1929 i 1930, que va ser massa poc convencional per ser àmpliament apreciada i descrita pel seu autor com una època de pensaments suïcides i estats d'ànim apocalíptics. Va ser, en cert sentit, un acte de revolta literària semblant al Septemberlyran d'Edith Södergran d'una dotzena d'anys abans. Tot i que no va negar el seu debut, Ekelöf es va moure cap al romanticisme i va rebre millors crítiques per al seu segon recull de poesia, Dedikation (1934). Ambdós volums estan influenciats pel surrealisme i mostren un torrent d'imatges violent, a vegades febril, trencament deliberat de la sintaxi ordenada i del llenguatge poètic tradicional i un esperit desafiant que voreja l'anarquisme ("talla't la panxa, talla't la panxa i no penses en cap tomorrow" corre la tornada d'humor negre d'un poema anomenat "fanfàrria" a "sent på jorden"; una col·lecció que evita les majúscules). Aquest externalisme desafiant estava fonamentat en la seva persona. Tot i que venia d'un entorn de classe alta, Ekelöf mai s'havia sentit compromès amb això: el seu pare havia estat malalt mental i quan la seva mare es va tornar a casar, Ekelöf va desaprovar fortament el seu padrastre i, per extensió, la seva mare; s'havia convertit en un solitari i un rebel des de la seva adolescència i mai se sentiria a gust amb les costums de les classes altes i mitjanes establertes o amb les seves inhibicions i el que ell percebia com la seva hipocresia i esquemes.

El crític suec Anders Olsson va descriure el gir d'Ekelöf cap a la poesia com una elecció de 
| « | <"l'únic enunciat que no elimina les contradiccions i els espais buits del llenguatge i de la ment".> | » |

Färjesång (1941), una combinació finament expressada de romanticisme, surrealisme i els núvols foscos de la Segona Guerra Mundial en curs va marcar una marca de maduresa i influirà en els poetes suecs posteriors, com ho faria el debut d'Ekelöf al llarg del temps. A partir d'aquest moment, les seves transformacions d'estil i imatges, la seva profunda familiaritat amb una àmplia gamma d'idiomes literaris, que s'estén molt més enllà de l'escriptura moderna, i una propensió gairebé Bob Dylan a fer noves sortides en la seva escriptura i desafiar les lectures dels crítics de la seva obra per mantenir-s'hi fidel, el va convertir en un dels poetes modernistes escandinaus més influents i, amb el temps, més llegits, una mena de figura paterna i un model desafiant i inspirador per a molts escriptors posteriors no només a Suècia sinó també a Dinamarca i Noruega. Ha estat traduït a moltes llengües i és un clàssic de la poesia sueca del segle xx.

## Llegat
És recordat com un dels primers poetes surrealistes de Suècia.
En el 103è aniversari del seu naixement, 40 entusiastes de la poesia suecs es van reunir a Salihli, Turquia. Juntament amb el tinent d'alcalde van honrar el llegat d'Ekelöf a la ciutat, que va arribar a admirar ardentment en una visita l'any 1965 i va retratar en diversos poemes. En el seu testament va expressar el seu desig de ser incinerat i les seves cendres escampades per la riera de Sard a Salihli. Allà s'havia d'haver col·locat un bust d'Ekelöf de Gürdal Duyar, però això no es va fer mai i ara espera al jardí de l'ambaixada sueca a Istanbul.